# Imprenta Patriótica
La Patriótica fue la imprenta que estableció Antonio Nariño en la ciudad de Santafé en el Nuevo Reino de Granada. Nariño criollo santafereño marcó un hito importante en la historia al ser el primer neogranadino en tener su propia imprenta que dirigió por más de un año y en la que imprimió los Derechos del Hombre y del Ciudadano en 1793.

## Contexto
Hacia finales del siglo XVIII Santafé era una ciudad pequeña situada entre los ríos San Francisco y San Agustín, custodiada por los cerros orientales y de no más de 20000 habitantes. Santafé es la sede del gobierno virreinal lo que le da relevancia frente a otras ciudades. El Nuevo Reino de Granada está bajo el poder de los Borbones cuya política es orientada por las ideas ilustradas y por un objetivo económico que consiste en aumentar el recaudo de impuestos y optimizar la explotación de los recursos naturales. Es el periodo dónde confluyen distintas personalidades como Francisco José de Caldas, José Celestino Mutis, Francisco Antonio Zea y Antonio Nariño quien gozaba de reputación y confianza por parte del virrey José de Ezpeleta.
Antes de adquirir la imprenta, Nariño solía congregar a sus amigos íntimos y personas de confianza en reuniones para discutir de diversos temas quizás de las noticias provenientes del Viejo Continente y la naciente nación norteamericana como de sus planes más privados. En estas tertulias se asociaban personas cercanas a Nariño como Zea,  Pedro Fermín Vargas entre otros criollos ilustrados. Como vemos existía una comunidad epistémica que giraba alrededor de las tertulias, la Expedición Botánica y con un interés por la ciencia que no se había visto antes. La imprenta como símbolo de la modernidad había llegado tardíamente a Santafé, lo cual nos puede mostrar los intereses que tuvo España sobre sus colonias, encaminados hacia una educación tradicional guiada por la iglesia y alejada de los nuevos paradigmas científicos.

## Origen y publicaciones
La primera imprenta fue traída a Santafé por los jesuitas en 1738, luego fue el virrey Manuel Antonio Flórez en 1777, quien agenció una cantidad considerable de recursos y trajo una imprenta de Cádiz e hizo que Manuel Espinosa de los Monteros reconocido impresor se trasladará de Cartagena a Santafé y creará la Imprenta Real. Finalmente en 1793 Antonio Nariño, decide crear su propia imprenta que bautiza como la Patriótica, la cual estaba localizada en la plazuela de la iglesia de San Carlos bastante cerca a la plaza Mayor. Nariño contrató a Diego Espinosa de los Monteros antiguo trabajador en la Imprenta Real, a Juan Fulgencio Tomapasca y Antonio Murcia. Así mismo, junto a ellos trabajaron dos oficiales Manuel María Torres y Pedro José de Vergara. En la Patriótica se imprimieron el Papel Periódico de Santafé, por parte de Manuel del Socorro Rodríguez (viernes 19 de abril de 1793), Oración, de  Fernando Caicedo  (1793), y los Derechos del Hombre y del Ciudadano (diciembre de 1793) por parte de Antonio Nariño. Esta faceta de Antonio Nariño como editor es interesante en el sentido de mostrar una característica de la sociedad ilustrada de Santafé, su interés por las publicaciones, la cual tomará fuerza durante el siglo venidero.

## Sucesos y repercusiones
La impresión de los Derechos del Hombre y del Ciudadano fue uno de los elementos que sembró el deseo revolucionario de varios miembros de la élite criolla. Sucedió un domingo en la mañana de diciembre de 1793. Nariño inició sus labores junto a su ayudante Diego Espinosa de los Monteros quien era el encargado de cuadrar las plantillas con las letras correspondientes. El impreso se realizó en un papel duro de un cuarto y sobre este se imprimieron tres tipos de tipografía. El tamaño de la impresión hacía innecesario el permiso del gobierno y fue una de las justificaciones de Nariño en el momento de su juicio. 
A raíz de la impresión de los Derechos del Hombre y del Ciudadano, Nariño fue conducido a prisión el 29 de agosto de 1794. La Imprenta Patriótica fue embargada y llevada a la Biblioteca Real más adelante se vendió al señor Nicolás Calvo quien la colocó en funcionamiento con el mismo nombre.  Actualmente en el Museo Nacional de Bogotá se encuentra la prensa que presuntamente utilizó Nariño.